# Hit ’Em Up
Hit ’Em Up ist ein Disstrack von 2Pac (Tupac Shakur), den er gemeinsam mit der Rapgruppe The Outlawz gegen seinen früheren Freund und Rapper The Notorious B.I.G. (Christopher Wallace), auch bekannt als „Frank White“ und „Biggie Smalls“, aufnahm. Der Song erschien am 4. Juni 1996 als B-Seite der Single How Do U Want It vom Album All Eyez on Me. Neben Wallace wurden auch weitere Eastcoast-Rapper wie Sean Combs (damals noch Puff Daddy) beleidigt, insbesondere natürlich die Signings von Biggies Label Bad Boy Entertainment. Musikalisch verantwortlich zeichnete Produzent Johnny „J“. Im dazugehörigen Video traten Doppelgänger von Notorious B.I.G., Puff Daddy und Lil’ Kim auf. Der Track hatte große Auswirkungen auf die Entstehung der Rivalität zwischen East-Coast- und West-Coast-Hip-Hop.
Hit ’Em Up gilt als einer der klassischen Disstracks und diente vielen anderen Rappern als Vorbild. Insbesondere die Explizität sowie die Ernsthaftigkeit des Textes, die reale Auswirkungen auf das Leben der beiden Protagonisten hatte (sowohl Tupac Shakur als auch Notorious B.I.G. wurden innerhalb eines Jahres nach dem Release unter mysteriösen Umständen ermordet), sorgten dafür, dass der Disstrack als einer der besten in die Geschichte des Hip-Hops einging.

## Musikalische und textliche Ausgestaltung
Nach Angaben von Produzent Johnny „J“ war die Wut, die man dem Lied anmerkt, nicht gespielt, sondern authentisch. 2Pac hatte seinen früheren Freund Wallace und dessen neue Crew Junior M.A.F.I.A., die er mit Bad Boy Records pushen wollte, unter Verdacht, etwas mit dem Anschlag auf sein Leben am 30. November 1994 zu tun zu haben. Bei diesem Anschlag wurde 2Pac von fünf Schüssen getroffen, davon traf einer seinen Kopf. Kurz vorher hatte er zusammen mit Wallace und Combs in einem Studio Tracks eingerappt. Er vermutete, dass die beiden in den Hinterhalt eingeweiht gewesen wären. Zudem hatte B.I.G. nur wenige Monate nach den Schüssen die Single Who Shot Ya? herausgebracht, die 2Pac auf sich bezog. Wallace und Combs bestritten jedoch einen Zusammenhang, da der Track mehrere Monate vorher entstanden sei und ursprünglich für ein Album von Mary J. Blige geplant war, dann aber doch als zu hart für ein R&B-Album angesehen wurde. Dennoch nutzte B.I.G. den Track in der beginnenden West-Coast-vs-.East-Coast-Auseinandersetzung.
Hit ’Em Up entstand im Mai 1996 in den Can Am Studios in Los Angeles, Kalifornien. Für den Track versammelte Shakur Mitglieder der Gruppe Dramacydal sowie weitere seiner Vertrauten, die so das erste Line-up der Outlawz formierten. Das Lied besteht aus insgesamt fünf Strophen, wobei Shakur eins und drei selbst rappt. Der zweite Vers stammt von Hussein Fatal, Strophe vier von Yaki Kadafi und fünf von E.D.I. Mean.
Shakur verwendet die komplette erste Strophe dafür, Wallace wüst zu beschimpfen. So behauptet er, mit dessen Frau Faith Evans geschlafen zu haben und dass Wallace seinen Rap- und Lifestyle bei ihm geklaut habe. Außerdem nimmt er Bezug auf ihre frühere Freundschaft. Er kündigt wütende Racheakte an und bedroht das Leben von Wallace. Außerdem greift er in der ersten Strophe neben Wallace auch Combs, Lil’ Kim sowie die Junior M.A.F.I.A., insbesondere Lil’ Cease, an. Auch die drei anderen Interpreten verwenden wüste Beschimpfungen, um ihre Gegner lyrisch zu diskreditieren. Gegen Ende des Tracks greift Shakur außerdem noch Mobb Deep an. Dabei macht er sich über Prodigys Erkrankung an Sichelzellenanämie lustig. Mobb Deep antworteten etwas später mit dem Song Drop a Gem on ’Em auf diese Zeile. Ursprünglich war auch ein Diss gegen Jay-Z vorgesehen, der jedoch gestrichen wurde, nachdem Shakur überzeugt wurde, dass dieser nicht in die Fehde involviert sei.
Die Bassline des Songs stammt aus dem 1984 veröffentlichten Lied Don’t Look Any Further von Dennis Edwards, der Beat selbst stammt aus Junior M.A.F.I.A.s Song Get Money. Der Refrain lehnt sich ebenfalls an Junior M.A.F.I.A.s Player’s Anthem an. Auf Junior M.A.F.I.A. spielt außerdem das Adlib „Take money“ an, das mehrfach wiederholt wird. Gerüchten zufolge soll auch Wallace’ Frau Faith Evans am Refrain mitgewirkt haben, ohne zu wissen, dass es sich um einen Disstrack gegen ihren Mann handelte. Diese befand sich zur gleichen Zeit im Studio, um den Song Wonder Why They Call U Bitch zusammen mit Shakur aufzunehmen. Shakur nutzte die Gerüchte, um eine Affäre mit Evans vorzuspielen. Allerdings soll diese nach Aussage von Evans nie stattgefunden haben.

## Musikvideo
Das Musikvideo wurde im Mai 1996 in einem Lagerhaus in der Slauson Avenue in Los Angeles von der Produktionsfirma Look Hear Productions aufgenommen. Das Video ist recht simpel gehalten. Es zeigt 2Pac und die Outlawz, die den Song in mehreren unterschiedlichen Räumen einrappen. Auf Monitoren laufen gemeinsame Clips von 2Pac mit Notorious B.I.G. und Puff Daddy. Dazu treten Doubles von Puff Daddy und Notorious B.I.G. auf, die bereits vorher in dem Dokumentarfilm 2 of Amerikaz Most Wanted zu sehen waren.

## Veröffentlichung
Zunächst wurde Hit ’Em Up am 4. Juni 1996 als B-Seite von How Do U Want It über das Label Death Row Records veröffentlicht. Nach Shakurs Tod wurde es auf diversen Kompilationen zweitverwertet, erstmals auf Death Row – Greatest Hits (1996) und später auch auf dem 2Pac-Best-Of Greatest Hits (1998). Auch mehrere Liveversionen sind erhältlich, am bekanntesten die beiden auf Tupac: Live at the House of Blues und 2Pac Live (beide 2004). Außerdem ist der Song in verschiedenen Versionen Bestandteil einiger Bootlegs und Mixtapes.

## Auswirkungen
Nach der Veröffentlichung des Songs beteuerte Wallace seine Unschuld an den Schüssen auf Shakur. Trotz der harten Angriffe auf seine Person versuchte sich Wallace versöhnlich zu zeigen und ließ den Beef nicht an sich heran. Die angebliche Affäre mit seiner Frau tat Wallace als Geschwätz ab, reagierte jedoch eher humoristisch darauf im Song Brooklyn’s Finest, einer Kollaboration mit Jay-Z. Sean Combs zeigte sich überrascht von dem Hass, der ihm und Wallace entgegenschlug, hatte er doch Shakur als Freund betrachtet. Er bestritt ebenfalls eine Beteiligung an der Tat und meinte, dass Shakur mittlerweile paranoid sei, in seinem Herzen aber ein guter Mensch geblieben sei. Beide antworteten nicht musikalisch auf den Disstrack. Zwar drehten Junior M.A.F.I.A. zu Get Money ein vieldeutiges Video, das einige als Diss bezeichneten, doch bestritt dies Wallace.
Lil’ Kim veröffentlichte Big Momma Thang, ein Disstrack, der 2Pac sowie Faith Evans angriff.

## Kritiken
Kurz nach der Veröffentlichung sorgte Hit ’Em Up für einige Kontroversen. So waren sich viele Musikjournalisten einig, dass 2Pac mit diesem Song zu weit gegangen sei. Die Beleidigungsorgie zerstörte das positive Bild, das viele Journalisten und Fans von dem Künstler, unter anderem nach dem dramatischen Anschlag auf sein Leben, hatten. So gab J.R. Reynolds vom Billboard-Magazin an, dass Shakur mit diesem Lied den Hass schüren würde und inakzeptabel sei." Der Song wurde von der PMRC mit dem Warnhinweis Parental Advisory versehen, da alleine die Wörter „fuck“ und „motherfucker“ mehr als 35 mal vorkamen. Die beiden Rapper Chuck D und Kool Moe Dee zeigten sich enttäuscht von 2Pac und erklärten in ihrem gemeinsamen Buch There’s a God on the Mic: The True 50 Greatest MCs, dass 2Pac mit diesem Song zu weit gegangen sei.
Mit einigem Abstand gilt Hit ’Em Up heute als einer der besten jemals veröffentlichten Disstracks. Er wurde von verschiedenen Künstlern aufgegriffen. So verwendete Eko Fresh in seinem gegen Kool Savas gerichteten Disstrack Die Abrechnung die Textzeile Remember when I let you sleep on my couch. Eminem versuchte sich in der zweiten Hälfte von Quitter, einem Titel gegen Everlast, an einem Remake. Dabei übernahm seine Crew D12 die Rolle der Outlawz. Khia verwendete den Beat und Teile der Hook für ihren gleichnamigen Track, der sich gegen Trina und Jacki-O richtete. Bow Wow nutzte ein Sample in seinem an Soulja Boy gerichteten Disstrack What About You. Das Trio clipping. übernahm 2016 die erste Verszeile First off, fuck yo’ bitch and the clique you claim in leicht veränderter Form für seinen gegen Donald Trump gerichteten Diss Fat Fingers.

## Auszeichnungen für Musikverkäufe
| Land/Region                  | Auszeichnungen für Musikverkäufe (Land/Region, Auszeichnung, Verkäufe) | Verkäufe |
| ---------------------------- | ---------------------------------------------------------------------- | -------- |
| Dänemark (IFPI)              | Gold                                                                   | 45.000   |
| Italien (FIMI)               | Gold                                                                   | 50.000   |
| Neuseeland (RMNZ)            | 4× Platin                                                              | 120.000  |
| Vereinigtes Königreich (BPI) | Platin                                                                 | 600.000  |
| Insgesamt                    | 2× Gold · 5× Platin ·                                                  | 815.000  |

Hauptartikel: Tupac Shakur/Auszeichnungen für Musikverkäufe